# 镇宁州 (元朝)
镇宁州，元朝时设置的州。
至正十一年（1351年）置，治所在今贵州省紫云苗族布依族自治县西南火烘。属普定路。明朝洪武十五年（1382年）属普定府。二十五年属普定卫。正统三年（1438年）直隶贵州承宣布政使司。嘉靖十一年（1532年）移治今贵州省镇宁布依族苗族自治县。万历三十年（1602年）属安顺军民府。清朝因之。1913年改镇宁县。